# Aéroport métropolitain de Montréal (Saint-Hubert)
Ne doit pas être confondu avec Aérodrome de Saint-Hubert ou Base aérienne de Saint-Hubert.
L'aéroport métropolitain de Montréal (MET) (code IATA : YHU • code OACI : CYHU • TC LID : YHU) (anciennement aéroport de Montréal-Saint-Hubert,) est un aéroport situé à Longueuil (Québec, Canada) où l'on trouve aujourd'hui plusieurs écoles de pilotage privé, des compagnies aériennes de 3e niveau, l'École nationale d'aérotechnique et l'Agence spatiale canadienne.
Accueillant surtout de la petite aviation, il se classe au douzième rang au Canada pour le nombre d’atterrissages et de décollages (149 910) et au cinquième pour ceux dédiés à la petite aviation (mouvement locaux) avec 68 052 en 2007.

## Historique
Il s'agit d'un des plus anciens aéroports au Canada et le premier aéroport civil. Ouvert le 1er novembre 1927, il ne cède sa place qu'en 1941 à l'aéroport de Dorval (maintenant nommé Aéroport international Pierre-Elliott-Trudeau de Montréal) comme aéroport principal de la région de Montréal.
Le fonds d'archives Collection aéroport de Saint-Hubert est conservé au centre d'archives de Montréal de Bibliothèque et Archives nationales du Québec.

Le 1er février 2024, l'Aéroport Montréal Saint-Hubert annonce une modification du nom de l'aéroport pour devenir MET - Aéroport métropolitain de Montréal, dans l'optique de développer l'infrastructure pour l'aviation commerciale.

### Débuts

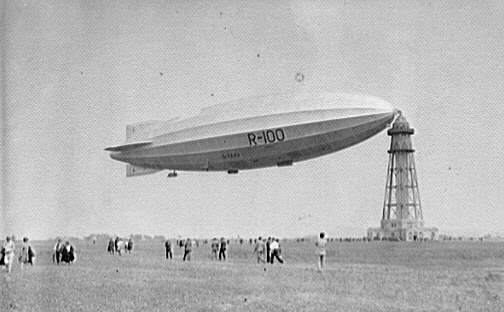
Ballon dirigeable en 1930

En 1928, le Ministère de la Défense nationale (MDN) ouvre un aérodrome permanent à Saint-Hubert qui devient la base de la première route aérienne entre le Canada et les États-Unis avec les services de Colonial Airways.
Dès 1924, l'Angleterre se lance dans la construction de dirigeables pour relier son empire et en 1928, un mât d'amarrage (ou d'ancrage) est érigé à Saint-Hubert pour les recevoir. Ce mât atteint une hauteur de 63 mètres. Sa base, de forme octogonale, ancrée dans des blocs de béton armé, a un diamètre de 21 mètres. La base jouxte un édifice cruciforme de deux étages. Le rez-de-chaussée abrite la machinerie composée de trois treuils actionnés par des moteurs électriques. Les treuils peuvent tirer le dirigeable vers le mât à une vitesse de 46 mètres à la minute. C’est le treuil central qui tire le nez du ballon vers le mât. Un ascenseur pouvant transporter 14 passagers est installé dans la tour. Il monte jusqu’à une hauteur de 46 mètres. Il faut ensuite faire le reste du trajet à pied. C’est à une hauteur de 52 mètres qu’est installée la galerie principale de la tour. C’est là qu’est reliée la passerelle du dirigeable. Ce mât est unique en Amérique.
Une petite usine à gaz a été construite à 915 mètres de la tour. Elle possède des réservoirs pouvant contenir 11 500 mètres cubes de gaz. L’essence est pompée par un système de pression à eau. Le Canadien National fait construire des rails supplémentaires à l’ouest de la rue Guy, à Montréal, uniquement pour des trajets vers l’aéroport de Saint-Hubert. Deux plates-formes temporaires de 488 mètres sont également construites : l’une de 14 mètres de largeur et l’autre de 9 mètres.
En 1930, le R100 se dirige vers Saint-Hubert, effectuant un vol passé à l'histoire. L’aérostat n’est pas le premier dirigeable à traverser l’Atlantique, cet exploit a été réussi au mois de juillet 1919 par le R-34 d’une dimension beaucoup plus petite (204 mètres de long par 24 de large). Le R-100 commence sa traversée de l’Atlantique le 29 juillet avec 37 membres d’équipage et sept passagers. Le 31 juillet, à 18 h 45, le R-100 passe au-dessus de la terrasse à Québec. L’aéronef survole Montréal à trois heures du matin, mais ce n’est que deux heures plus tard qu’il entreprend de se diriger vers Saint-Hubert. Le 1er août, très tôt à l’aube, à 5 h 17, alors que les rayons du soleil commencent à remplacer l’éclairage artificiel des projecteurs, le R-100 entreprend sa manœuvre d'amarrage au mât de Saint-Hubert.
En 1936, le ministère des Transports nouvellement créé devient propriétaire de l'aéroport. Deux ans plus tard, Trans-Canada Air Lines (aujourd'hui Air Canada) en fait sa base pour la région métropolitaine de Montréal et y commence des services transatlantiques avec des appareils Lockheed L-10 Electra.
En 1938, le mât d’ancrage, devenu désuet depuis l'abandon des dirigeables et considéré dangereux pour la circulation aérienne, est détruit. Il aura coûté plus d’un million de dollars et n’aura servi qu’une seule fois. La même année, un consortium britannique fonde la Canadian Associated Aircraft. Cette compagnie qui s'installe à proximité de l'aéroport de Saint-Hubert construit des empennages pour les avions de guerre Handley Page Hampden pour le ministère de l'aviation britannique.

### Seconde Guerre mondiale
L'aéroport de Saint-Hubert devient une base militaire aérienne importante durant le second conflit mondial. Dès 1940, le ministère de la défense en reprend possession et transfère le trafic civil à Dorval à partir de 1941.
En 1941, une partie importante de l'aéroport de Saint-Hubert est déjà devenue un véritable petit village accueillant les recrues venues recevoir leur formation de pilote. Depuis la construction de l'aéroport de Dorval, cet aéroport n'est plus qu'une zone militaire.
La première collation des grades a lieu au mois de novembre 1941. L'École supérieure du Corps d'aviation royal canadien remet, par la suite, de nombreuses autres décorations. La formation dure 72 jours. L'école accueille environ 20 % de francophones. En 1943, s'ajoutent des membres de la Résistance française.
La conversion de l'aéroport à des fins militaires comporte certains dangers. Ainsi, au mois de mai 1940, un bombardier s'écrase aux limites de l'aéroport où il est complètement détruit par le feu.
L'École d'aviation emploie plus de 130 femmes pendant la Deuxième Guerre mondiale. Elles occupent alors des fonctions de téléphonistes, de cuisinières, de serveuses, de conductrices de camionnettes, etc.

### Retour au civil
En 1968, le transport civil revient à Saint-Hubert avec Transports Canada en redevenant le propriétaire. En 1970, le trafic de l'aéroport de Cartierville y est transféré à l'exception de celui de l’avionneur Canadair qui se servira de ce dernier aéroport de façon exclusive. La multinationale Pratt & Whitney, un leader dans le secteur de l'aéronautique, et qui a une usine à Longueuil, y établit un centre de service. Divers projets d'amélioration y débutent, tels la construction d'un secteur d'aviation générale et d'un nouvel édifice administratif et d'entretien de Transports Canada. L'École nationale d'aérotechnique du collège Édouard-Montpetit s'installe aussi à l'aéroport en 1973. La double utilisation se poursuit, militaire et civile, même si la fermeture de la base militaire adjacente durant les années 1990 a diminué la première. En 1991, l'Agence spatiale canadienne y commence la construction de son siège social et s'y installe deux ans plus tard.
En 1998, le personnel de l'aérodrome réussit à déglacer les pistes et garde ouvert ce lien avec l'extérieur durant le verglas massif qui affecte tout le sud-ouest du Québec du 5 au 10 janvier, bien que l'aéroport soit dans la zone la plus touchée avec plus de 80 mm d'accumulation de glace durant cette période.
Transports Canada transfert à Développement de l'Aéroport Saint-Hubert de Longueuil (DASH-L), un organisme sans but lucratif, la propriété de l'aéroport en 2004. Le ministre fédéral des transports, Jean-Charles Lapierre, en fait l'annonce officielle le 13 septembre et de plus, mentionne que Transports Canada versera une contribution financière de 3 280 000 dollars sur une période de trois ans, contribution servant à couvrir les frais liés à l'exploitation et à la réalisation d'importants travaux d'entretien et de sécurité, selon les priorités identifiées par DASH-L.
L'aéroport Saint-Hubert annonce le 29 avril 2009 l’investissement de 20 millions de dollars dans la construction d'une nouvelle aérogare, le complexe devant être opérationnel fin 2010.
Depuis quelques années, la Ville de Longueuil cherche à municipaliser l'aéroport pour en devenir l'unique propriétaire,. Cinq des onze membres du conseil d'administration de DASH-L sont déjà nommés par le conseil d'agglomération de la Ville de Longueuil.

### Formation aéronautique

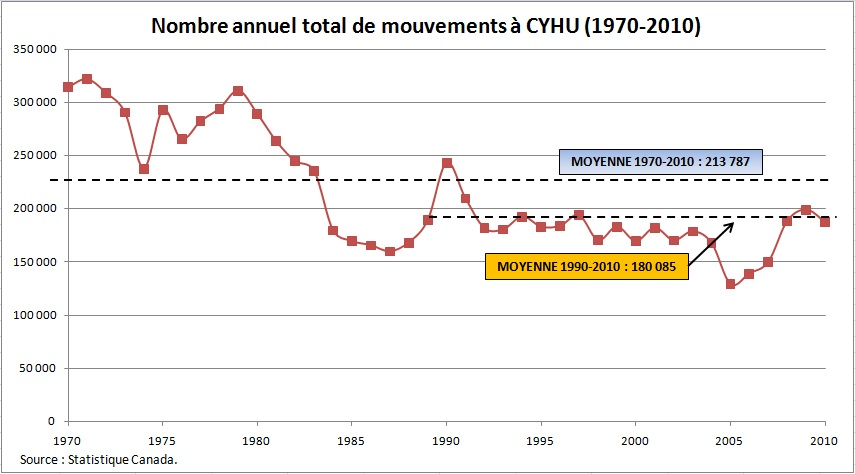
Historique des mouvements

L'Aéroclub de Montréal est la première école de pilotage à s'y installer en 1927, établissant ainsi une tradition de formation qui sera développée par les militaires lors de la Seconde Guerre mondiale jusqu'au retour des activités civiles.
En 1941, à la suite du transfert du trafic civil à Dorval, l'aéroport de Saint-Hubert est alors utilisé pour l'entraînement des pilotes de l’Aviation royale canadienne. En 1948, l'École d'entraînement des équipages de chasseurs aériens y voit le jour. CAE, fabricant de simulateurs de vol pour la formation des équipages civils et militaires, y est fondé dans un hangar vacant en 1947.
Les écoles de pilotage civiles reviennent à Saint-Hubert en 1968, offrant une formation prisée au niveau international. La piste 24 gauche est construite en 1969 et dès 1970 Saint-Hubert est devenu l'aéroport le plus achalandé au Canada[réf. nécessaire]. En 1972, l’École nationale d'aérotechnique ouvre son campus à l'aéroport pour y former des spécialistes en maintenance d'aéronefs. À la suite d'un creux atteint en 2005, le nombre de mouvements à l'aéroport revient au niveau moyen des années 1985-2004 et ce, dès 2008.

#### Inconvénients pour les riverains
La baisse des mouvements d'aéronefs sur la période 1970-2010 n'a pas diminué les inconvénients subis par certains riverains. Il s'est aussi propagé la rumeur que les mouvements des aéronefs qui restent dans le circuit (comme les posés-décollés) ne seraient comptés qu'une seule fois pour chaque vol pour contredire les statistiques d'achalandage. Cependant, selon Transports Canada, chaque tour de piste compte pour deux mouvements, un décollage et un atterrissage. Ainsi, un avion qui fait cinq tours de piste incrémente alors le décompte de dix mouvements.
Le Comité antipollution des avions de Longueuil (CAPA-L) fut formé pour représenter les intérêts des riverains en cette matière,. Une consultation publique concernant le niveau de bruit dans le voisinage fut faite par la ville de Longueuil et un rapport déposé le 20 avril 2010. Plusieurs recommandations de ce dernier semblèrent difficilement applicables puisque les activités aéronautiques sont de juridictions exclusivement fédérales,. Ainsi, les restrictions imposées par DASH-L aux heures d’opération sur la piste 24G firent l'objet d'un litige judiciaire et furent invalidées par le tribunal car seul Transports Canada peut limiter, restreindre ou interdire les activités aéronautiques au sol ou dans l'espace aérien canadien. De cette façon, les aéronefs demeurent autorisés à voler conformément au Règlement de l'aviation canadien (RAC) au-dessus du territoire canadien et des eaux canadiennes. La cause est portée en appel.
Le 19 juin 2010, des riverains manifestent devant les bureaux de DASH-L, alors que ceux-ci sont fermés pour la fin de semaine. Ils soulignent qu'aucune action concrète n'a été posée pour régler le problème de bruit dans les zones résidentielles construites aux abords de l'aéroport. En octobre 2011, des résidents de Longueuil lancent une poursuite en recours collectif qui pourrait atteindre 380 millions de dollars contre l'autorité aéroportuaire. Le Comité antipollution des avions de Longueuil (CAPA-L), affirme que les résidents subissent un « important stress et des inconvénients considérables ».

## Nouveau terminal de passagers
Il est annoncé le 27 février 2023 que Porter Airlines développera un nouveau terminal de passagers à l'aéroport qui devrait être achevé à la fin de 2024 et fournira des vols intérieurs dans tout le Canada. Le 16 août 2023, il est annoncé que l'ouverture du terminal est reportée à l'été 2025.

## Compagnies et destinations
| Compagnies      | Destinations |
| --------------- | --- |
| Pascan Aviation | Bonaventure, Gaspé (Michel Pouliot), Les Îles-de-la-Madeleine, Québec (Jean-Lesage), Saint-Jean (Nouveau-Brunswick) |

Édité le 22/03/2025

## Caractéristiques
L'aéroport Saint-Hubert a une superficie totale de 515 hectares et offre les installations et services suivants :
- Trois pistes :
  - Piste 06L/24R : 7 840' x 150', asphaltée,
  - Piste 06R/24L : 3 920' x 100', asphaltée,
  - Piste 10/28 : 2 800' x 150', asphaltée ;
- Tour de contrôle de la circulation aérienne exploitée par Nav Canada ;
- Stationnements d'avions privés ;
- Vols :
  - réguliers,
  - d'affrètement,
  - récréatifs ;
- Service de ravitaillement ;
- Centre d'entretien d'aéronefs ;
- Service d'hélicoptères ;
- Entraînement au pilotage ;
- Vente d'aéronefs et d'accessoires ;
- Unités militaires :
  - 438e escadron tactique d’hélicoptère (aviation),
  - 34e Bataillon de Service du Canada (réserve de l'armée) ;
- École nationale d'aérotechnique ;
- Siège social de l’Agence spatiale canadienne ;
- Centre de services de Pratt & Whitney Canada ;
- Zones d'impacts du bruit ;
  - La firme SNC-Lavalin a produit les « courbes NEF »[24],[25] pour identifier les zones qui sont affectées par le bruit des aéronefs.

Courbes NEF de CYHU